# Hanns Nocker

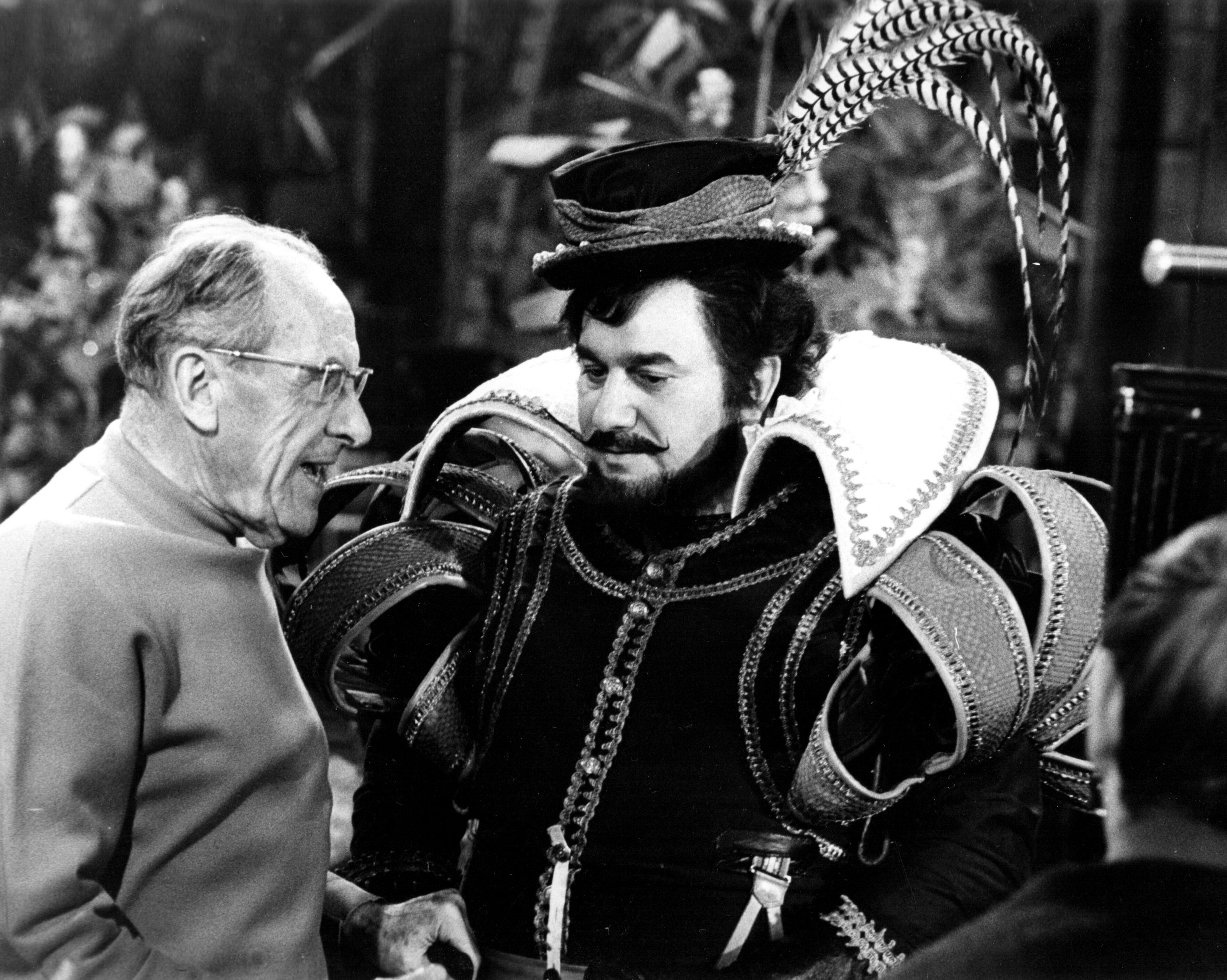
Walter Felsenstein und Hanns Nocker bei den Dreharbeiten zu Ritter Blaubart 1972/73.

Hanns Nocker (* 23. Mai 1926 in Altenbögge; † 2. Mai 1992 in Berlin) war ein deutscher Opernsänger (Tenor).

## Leben

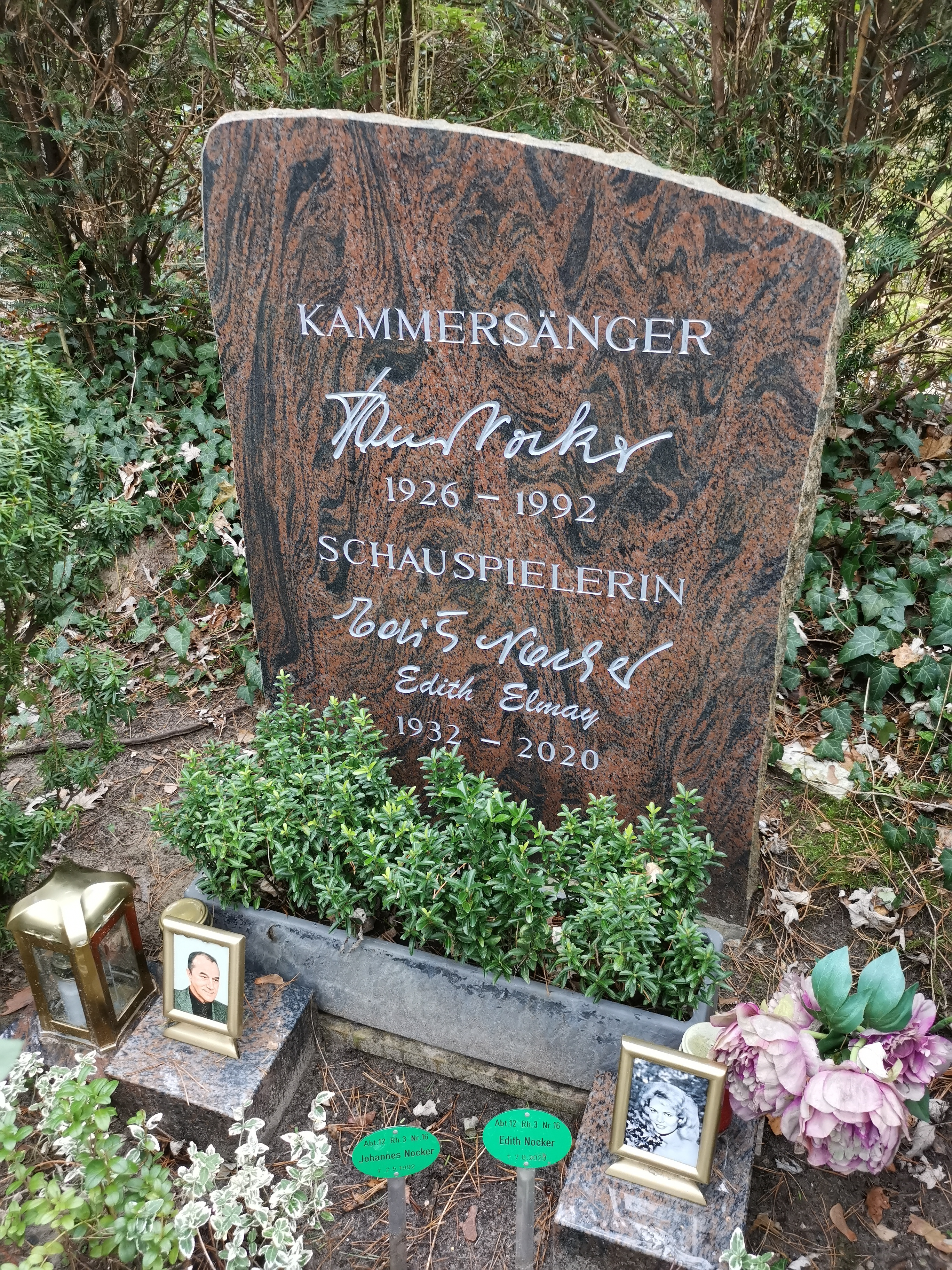
Grabstätte

Nocker war das fünfzehnte Kind einer Bergarbeiterfamilie und wuchs in ärmlichen Verhältnissen auf. Ein Stipendium von Ursula Oetker ermöglichte eine Ausbildung in Bielefeld bei T. Ritzhaupt sowie an der Folkwangschule in Essen bei Clemens Kaiser-Brehme; das Stipendium wurde ihm aber bald entzogen, weil er sich mit einem US-amerikanischen Besatzungssoldaten angelegt hatte. Auch ein fest zugesagtes Engagement am Theater Bielefeld kam dadurch nicht zustande. Kurze Zeit studierte Nocker an der Musikhochschule Köln, brach aber die Ausbildung mangels Geld wieder ab.
Von 1951 bis 1954 war er Mitglied des Opernstudios der Komischen Oper in Berlin. Im Jahre 1954 wurde er festes Ensemblemitglied der Komischen Oper, die Antrittsrolle war der 2. Priester in der Zauberflöte.
Bis zu seinem Tode blieb er an der Komischen Oper und darf als einer der wichtigsten Protagonisten von Walter Felsensteins Musiktheater und als „Felsensteins liebstes Kind“ (Ernst Krause) gelten.
Hoffmanns Erzählungen wurde mit Nocker 1970 im DEFA-Studio Babelsberg verfilmt. Er feierte große Erfolge an deutschen und italienischen Opernhäusern sowie in Paris, Moskau, Stockholm und Wien.
Über seinen „Blaubart“ schrieb der Musikwissenschaftler Ernst Krause 1979: „Welche ‚grand carnaval‘ sprühende Offenbach-Bouffonnerie! Man muß erlebt haben, wie dieser mächtig aufgeplusterte, breitspurige Nimmersatt einherschreitet und mit glut- und blutvollem Tenor seinem grausigen Geschäft nachgeht. Nie wieder haben sich Eros, Ironie und Unheimlichkeit in dieser Weise zusammengetan“.
Aus gesundheitlichen Gründen trat Nocker ab Mitte der 1980er Jahre nur noch selten auf.
Nocker war mit der österreichischen Schauspielerin Edith Elmay verheiratet. Die Eheleute sind auf dem Friedhof in der Hainbuchenstraße in Berlin-Frohnau bestattet.

## Partien (Auswahl)
- Pedro in Tiefland 1956
- Hoffmann in Hoffmanns Erzählungen 1958 – DVD bei Arthaus
- Othello in Othello 1959 – DVD bei Arthaus
- Ritter Blaubart in Ritter Blaubart 1963, seine Paraderolle – DVD bei Arthaus
- Max in Der Freischütz
- Almaviva in Der Barbier von Sevilla (Giovanni Paisiello)
- Cavaradossi in Tosca, Regie: Götz Friedrich (Fernsehaufzeichnung)
- Herodes in Salome
- Eisenstein in Die Fledermaus

## Filmografie
- 1969: Othello (Studioaufzeichnung)
- 1970: Hoffmanns Erzählungen (Studioaufzeichnung)
- 1973: Ritter Blaubart (Studioaufzeichnung)

## Auszeichnungen
- 1960: Nationalpreis der DDR III. Klasse (für „seine überragenden Leistungen in Othello und Hoffmanns Erzählungen“)[1]
- 1970: Nationalpreis der DDR I. Klasse (im Kollektiv der Komischen Oper mit Walter Felsenstein und Kurt Masur für die Fernsehverfilmung der Oper Othello)[2]
- 1981: Vaterländischer Verdienstorden in Silber[3]
- 1986: Orden Stern der Völkerfreundschaft in Silber[4]